# Håndboldligaen 2022/23
Die Håndboldligaen 2022/23 (vollständiger Name nach dem Hauptsponsor HTH Herreligaen 2022/23) war die 87. Spielzeit der höchsten dänischen Spielklasse im Handball der Männer.

## Modus
In dieser Saison spielten im Grunddurchgang (dänisch Grundspil) 14 Mannschaften im Modus „Jeder gegen jeden“ mit je einem Heim- und Auswärtsspiel.
Abstiegsrunde
Der Tabellenletzte des Grunddurchgangs stieg direkt in die zweite dänische Liga ab. Die Mannschaften auf den Plätzen 9 bis 13 spielten in einer einfachen Runde jeder gegen jeden die weiteren Platzierungen aus, wobei das schlechteste Team anschließend in der Relegation im Modus Best-of-3 gegen den Sieger der Aufstiegsrelegation der zweiten dänischen Liga antreten musste.
Meisterschaftsrunde
Die besten acht Mannschaften des Grunddurchgangs qualifizierten sich für die Meisterrunde, in der zunächst in zwei Vierergruppen (dänisch Slutspil pulje 1+2) erneut jeder gegen jeden antrat. Die beiden besten Mannschaften jeder Gruppe traten im Halbfinale (dänisch Semifinaler pulje 1+2) überkreuz gegeneinander im Modus Best-of-3 an. Die Verlierer der Halbfinals traten im Spiel um Bronze (dänisch Bronzekampe) erneut im Modus Best-of-3 gegeneinander an. Die Sieger der Halbfinals spielten im Finale (dänisch Finalekampe) im Modus Best-of-3 um die dänische Meisterschaft.
Europapokalteilnehmer
Der dänische Meister GOG sowie Aalborg Håndbold, die ein Upgrade von der Europäischen Handballföderation erhielten, nahmen an der EHF Champions League 2023/24 teil. Bjerringbro-Silkeborg und Skjern Håndbold nahmen an der EHF European League 2023/24 teil.

## Grunddurchgang
| Pl.                                      | Verein                     | Sp. | S  | U | N  | Tore      | Diff. | Punkte  |
| ---------------------------------------- | -------------------------- | --- | -- | - | -- | --------- | ----- | ------- |
| 1.                                       | Aalborg Håndbold           | 26  | 22 | 1 | 3  | 0828:7100 | +118  | 045:70  |
| 2.                                       | GOG (M)                    | 26  | 22 | 1 | 3  | 0897:7970 | +100  | 045:70  |
| 3.                                       | Bjerringbro-Silkeborg      | 26  | 18 | 2 | 6  | 0785:7290 | +56   | 038:140 |
| 4.                                       | Skjern Håndbold            | 26  | 15 | 3 | 8  | 0743:6990 | +44   | 033:190 |
| 5.                                       | KIF Kolding                | 26  | 16 | 1 | 9  | 0742:7140 | +28   | 033:190 |
| 6.                                       | Skanderborg-Århus Håndbold | 26  | 15 | 2 | 9  | 0790:7330 | +57   | 032:200 |
| 7.                                       | Fredericia HK              | 26  | 12 | 2 | 12 | 0755:7720 | −17   | 026:260 |
| 8.                                       | Ribe-Esbjerg HH            | 26  | 10 | 2 | 14 | 0777:7970 | −20   | 022:300 |
| 9.                                       | SønderjyskE Håndbold       | 26  | 10 | 1 | 15 | 0734:7780 | −44   | 021:310 |
| 10.                                      | Team Tvis Holstebro        | 26  | 9  | 2 | 15 | 0743:7610 | −18   | 020:320 |
| 11.                                      | Mors-Thy Håndbold          | 26  | 7  | 1 | 18 | 0712:7670 | −55   | 015:370 |
| 12.                                      | Nordsjælland Håndbold      | 26  | 6  | 3 | 17 | 0706:7740 | −68   | 015:370 |
| 13.                                      | Lemvig-Thyborøn Håndbold   | 26  | 6  | 0 | 20 | 0662:7610 | −99   | 012:400 |
| 14.                                      | HC Midtjylland (N)         | 26  | 3  | 1 | 22 | 0691:7730 | −82   | 07:450  |
| Quelle: Flashscore, Stand: 30. Juni 2023 |                            |     |    |   |    |           |       |         |

| Legende |                                    |
| (M)     | Dänischer Meister der Vorsaison    |
| (N)     | Aufsteiger aus der der 1. Division |
|         | Dänischer Meister 2022/23          |
|         | Teilnehmer an der Meisterrunde     |
|         | Teilnehmer Abstiegsrunde           |
|         | Abstiegsplatz                      |

## Abstiegsrunde
| Pl.                                      | Verein                   | Sp. | S | U | N | Tore      | Diff. | Punkte |
| ---------------------------------------- | ------------------------ | --- | - | - | - | --------- | ----- | ------ |
| 1.                                       | Mors-Thy Håndbold        | 4   | 4 | 0 | 0 | 0108:1010 | +7    | 08:00  |
| 2.                                       | SønderjyskE Håndbold     | 4   | 3 | 0 | 1 | 0125:1210 | +4    | 06:20  |
| 3.                                       | Team Tvis Holstebro      | 4   | 1 | 1 | 2 | 0109:1110 | −2    | 03:50  |
| 4.                                       | Nordsjælland Håndbold    | 4   | 1 | 1 | 2 | 0113:1140 | −1    | 03:50  |
| 5.                                       | Lemvig-Thyborøn Håndbold | 4   | 0 | 0 | 4 | 0107:1150 | −8    | 00:80  |
| Quelle: Flashscore, Stand: 30. Juni 2023 |                          |     |   |   |   |           |       |        |

### Relegation
Gespielt wurde im Modus Best-of-3, wobei die Mannschaft, die zuerst drei Punkte erreichte, an der Håndboldligaen 2023/24 teilnahm. Bei Gleichstand nach drei Spielen entschied ein Siebenmeterwerfen direkt nach dem dritten Spiel.
| Datum        | Team 1                   | Ergebnis | Team 2                   |
| ------------ | ------------------------ | -------- | ------------------------ |
| 14. Mai 2023 | Lemvig-Thyborøn Håndbold | 32:24    | Team Sydhavsøerne        |
| 17. Mai 2023 | Team Sydhavsøerne        | 22:34    | Lemvig-Thyborøn Håndbold |

## Meisterschaftsrunde

### Gruppe 1
| Pl.                                      | Verein           | Sp. | S | U | N | Tore      | Diff. | Punkte |
| ---------------------------------------- | ---------------- | --- | - | - | - | --------- | ----- | ------ |
| 1.                                       | Aalborg Håndbold | 6   | 3 | 2 | 1 | 0195:1830 | +12   | 08:40  |
| 2.                                       | Skjern Håndbold  | 6   | 4 | 1 | 1 | 0177:1600 | +17   | 09:30  |
| 3.                                       | Ribe-Esbjerg HH  | 6   | 1 | 3 | 2 | 0173:1870 | −14   | 05:70  |
| 4.                                       | KIF Kolding      | 6   | 0 | 2 | 4 | 0161:1760 | −15   | 02:100 |
| Quelle: Flashscore, Stand: 30. Juni 2023 |                  |     |   |   |   |           |       |        |

### Gruppe 2
| Pl.                                      | Verein                     | Sp. | S | U | N | Tore      | Diff. | Punkte |
| ---------------------------------------- | -------------------------- | --- | - | - | - | --------- | ----- | ------ |
| 1.                                       | GOG                        | 6   | 3 | 2 | 1 | 0199:1960 | +3    | 08:40  |
| 2.                                       | Fredericia HK              | 6   | 4 | 1 | 1 | 0188:1750 | +13   | 09:30  |
| 3.                                       | Bjerringbro-Silkeborg      | 6   | 2 | 0 | 4 | 0182:1810 | +1    | 04:80  |
| 4.                                       | Skanderborg-Århus Håndbold | 6   | 1 | 1 | 4 | 0162:1790 | −17   | 03:90  |
| Quelle: Flashscore, Stand: 30. Juni 2023 |                            |     |   |   |   |           |       |        |

### Halbfinale
Gespielt wurde im Modus Best-of-3, wobei die Mannschaft, die zuerst drei Punkte erreicht, in das Finale einzieht. Bei Gleichstand nach drei Spielen entschied ein Siebenmeterwerfen direkt nach dem dritten Spiel.
| Datum        | Team 1           | Ergebnis | Team 2           |
| ------------ | ---------------- | -------- | ---------------- |
| 21. Mai 2023 | GOG              | 34:25    | Skjern Håndbold  |
| 24. Mai 2023 | Skjern Håndbold  | 30:37    | GOG              |
| 21. Mai 2023 | Aalborg Håndbold | 31:22    | Fredericia HK    |
| 24. Mai 2023 | Fredericia HK    | 30:29    | Aalborg Håndbold |
| 28. Mai 2023 | Aalborg Håndbold | 33:26    | Fredericia HK    |

### Spiel um Platz 3
Gespielt wurde im Modus Best-of-3, wobei die Mannschaft, die zuerst drei Punkte erreicht, den dritten Rang erreichte. Bei Gleichstand nach drei Spielen entschied ein Siebenmeterwerfen direkt nach dem dritten Spiel.
| Datum         | Team 1          | Ergebnis | Team 2          |
| ------------- | --------------- | -------- | --------------- |
| 31. Mai 2023  | Skjern Håndbold | 34:23    | Fredericia HK   |
| 4. Juni 2023  | Fredericia HK   | 27:25    | Skjern Håndbold |
| 10. Juni 2023 | Skjern Håndbold | 25:28    | Fredericia HK   |

### Finalspiele
Gespielt wurde im Modus Best-of-3, wobei die Mannschaft, die zuerst drei Punkte erreicht, den dritten Rang erreichte. Bei Gleichstand nach drei Spielen entschied ein Siebenmeterwerfen direkt nach dem dritten Spiel.
| Datum         | Team 1           | Ergebnis | Team 2           |
| ------------- | ---------------- | -------- | ---------------- |
| 31. Mai 2023  | Aalborg Håndbold | 30:31    | GOG              |
| 4. Juni 2023  | GOG              | 29:34    | Aalborg Håndbold |
| 10. Juni 2023 | Aalborg Håndbold | 33:37    | GOG              |

## Meistermannschaft
Für den dänischen Meister GOG kamen folgende Spieler unter Trainer Nicolej Krickau zum Einsatz:
| Position        | Spieler                  | Spiele | Tore |
| --------------- | ------------------------ | ------ | ---- |
| Tor             | Tobias Thulin            | 37     | 0    |
| Tor             | Matthias Dorgelo         | 30     | 4    |
| Linksaußen      | Jerry Tollbring          | 37     | 148  |
| Linksaußen      | Joachim Lyng Als         | 16     | 13   |
| Rückraum links  | Frederik Kiehn Clausen   | 24     | 0    |
| Rückraum links  | Simon Pytlick            | 34     | 194  |
| Rückraum links  | Emil Tonnesen            | 1      | 2    |
| Rückraum links  | Christoffer Dreyer       | 24     | 6    |
| Rückraum links  | Nicolai Pedersen         | 35     | 88   |
| Rückraum Mitte  | Morten Olsen             | 31     | 116  |
| Rückraum Mitte  | Lauritz Legér            | 35     | 45   |
| Rückraum rechts | Nejc Cehte               | 35     | 40   |
| Rückraum rechts | Emil Wernsdorf Madsen    | 36     | 252  |
| Rechtsaußen     | Oskar Vind Rasmussen     | 35     | 97   |
| Rechtsaußen     | Kasper Emil Kildelund    | 11     | 9    |
| Kreisläufer     | Henrik Jakobsen          | 35     | 49   |
| Kreisläufer     | Lukas Lindhard Jørgensen | 37     | 183  |
| Kreisläufer     | Anders Zachariassen      | 12     | 18   |

## Beste Torschützen
| Rang                                          | Spieler                  | Mannschaft                 | Tore (davon 7 m) | Spiele |
| --------------------------------------------- | ------------------------ | -------------------------- | ---------------- | ------ |
| 1                                             | Emil Wernsdorf Madsen    | GOG                        | 252 (64)         | 36     |
| 2                                             | Bjarke Christensen       | KIF Kolding                | 201 (69)         | 31     |
| 3                                             | Mads Kjeldgaard Andersen | Bjerringbro-Silkeborg      | 200 (3)0         | 32     |
| 4                                             | Simon Pytlick            | GOG                        | 194 (0)0         | 34     |
| 5                                             | Lukas Lindhard Jørgensen | GOG                        | 183 (0)0         | 37     |
| 6                                             | Eivind Tangen            | Skjern Håndbold            | 174 (0)0         | 37     |
| 7                                             | Thomas Sommer Arnoldsen  | Skanderborg-Århus Håndbold | 165 (11)         | 30     |
| 8                                             | Kristian Stoklund        | Fredericia HK              | 164 (65)         | 38     |
| 9                                             | Morten Balling           | Skanderborg-Århus Håndbold | 162 (43)         | 32     |
| 9                                             | Felix Claar              | Aalborg Håndbold           | 162 (0)0         | 37     |
| 9                                             | Andreas Lang             | SønderjyskE Håndbold       | 162 (0)0         | 30     |
| Quelle: tophaandbold.dk, Stand: 30. Juni 2023 |                          |                            |                  |        |

## Auszeichnungen
In das All-Star-Team der Håndboldligaen 2022/23 wurden folgende Spieler gewählt:
| Position        | Spieler                  | Mannschaft                 |
| --------------- | ------------------------ | -------------------------- |
| Torhüter        | Christoffer Bonde        | Skjern Håndbold            |
| Linksaußen      | Bjarke Christensen       | KIF Kolding                |
| Rückraum links  | Simon Pytlick            | GOG                        |
| Rückraum Mitte  | Thomas Sommer Arnoldsen  | Skanderborg-Århus Håndbold |
| Rückraum rechts | Emil Wernsdorf Madsen    | GOG                        |
| Rechtsaußen     | Hákun West av Teigum     | Skanderborg-Århus Håndbold |
| Kreisläufer     | Lukas Lindhard Jørgensen | GOG                        |